# Osnovne človekove potrebe
Osnovne človekove potrebe, povzete po šoli "Lestvice človekovega razvoja", ki so jo razvili Manfred Max Neef in drugi (Antonio Elizalde in Martin Hopenhayn), so ontološke (izhajajo iz stanja biti človek), maloštevilne, končne in razvrstljive (v nasprotju z običajnim pojmom ekonomskih "zahtev", ki so neskončne in nenasitljive). So tudi stalne v vseh človeških kulturah in vseh zgodovinskih časovnih obdobjih. Kar se spreminja s časom in med kulturami, so strategije za njihovo izpolnitev. Človekove potrebe je treba razumeti kot sistem - tj. so med seboj povezane in interaktivne. V tem sistemu v nasprotju z izhodišči zahodnih psihologov, kot so Maslow, ni hierarhije potreb (razen osnovne potrebe po preživetju), temveč so za proces njihovega zadovoljevanja značilne hkratnost, komplementarnost in kompenzacije.
Manfred Max-Neef je s sodelavci razvil taksonomijo človekovih potreb in postopek, s katerim lahko skupnosti razpoznajo svoje "bogastvo" in "revščino" glede na to, koliko so v njih zadovoljene osnovne človekove potrebe.
Max-Neef razvršča osnovne človekove potrebe na:
- eksistenco,
- zaščito,
- naklonjenost,
- razumevanje,
- sodelovanje,
- prosti čas,
- ustvarjanje,
- identiteto in
- svobodo.

V nasprotju z razširjenim prepričanjem rekreacija ni osnovna človekova potreba.
Potrebe so definirane tudi po eksistenčnih kategorijah bitja, imetja, početja in interagiranja, te razsežnosti pa določajo matrico s 36 celicami.